# Werner Arber
Werner Arber (n. 3 iunie 1929, Gränichen) este un microbiolog și genetician elvețian care în anul 1978 a primit Premiul Nobel pentru Medicină (împreună cu americanii Hamilton Smith și Daniel Nathans) pentru cercetarea în domeniul enzimelor de restricție.
Aurmat cursurile Universității din Basel.